# Klip fra Dansk Film Revy 1938-1954
Klip fra Dansk Film Revy 1938-1954 er en dansk dokumentarisk optagelse fra 1954 indeholdende klip fra ugerevyer produceret mellem 1938 og 1954.

## Handling
1938
1) Kloakeringsarbejde ved Bellevue Strand.
2) Ny jernbanebro over Limfjorden færdiggøres og indvies.
3) Burmeister & Wains nye dansk-producerede lastbiler præsenteres i hele landet (uden lyd).
1939
1) Danmarks Akvarium i Charlottenlund er næsten færdigt. Indvielsen skal finde sted til april.
2) Vandstrandvejen ved Helsingør bygges.
3) Kvæsthusbroen udvides - det koster ca. 1 mio. kroner.
4) Arbejdet med indtørring af Lammefjorden nordvest for Holbæk - den rige fiskebestand overføres til store fiskedamme.
5) Vildsundbroen, der gør Mors landfast med Thy, opføres. Den 16. juli er der indvielse.
6) 2. Verdenskrig bryder ud - reaktioner på Rådhuspladsen i København.
7) Thorvaldsens Museum sikres med sandsække.
8) Offentlige beskyttelsesrum graves.
9) Med færgen "Hammershus" gennem minefyldt farvand i Østersøen. En tysk lods tages ombord inden gennemsejlingen og afløses af en dansk.
10) Dansk artilleri afholder øvelse.
11) Kavaleriet rider ud fra Østerbro Kaserne til øvelse.
12) Esbjerg rammes af 4 engelske bomber d. 4. september.
13) Sygeplejersker øver brug af gasmasker.
14) Københavns Brandvæsen demonstrerer bekæmpelse af sennepsgas.
15) Nye skatter og afgifter på spiritus og tobaksvarer.
16) Sukker rationeres.
17) Hvad man skal føre i tilfælde af mørklægning. Instruktion om tilflugt under luftangreb.
1940
1) Tørveproduktion ved Herning, og udvinding af brunkul i lejr ved Brande i nærheden af Gejlager.
2) Arbejdsløse rejser til Tyskland.
3) Radiohuset på Rosenørns Allé står snart færdigt.
4) Tyske soldater afholder parade på Jagtvej.
5) Alsang i hele landet, bl.a. ved Frederiksberg Slot. Man regner med 800.000 deltagere på landsplan.
6) Mønbroen bygges.
1941
1) Vintervejr i Københavns Havn.
2) Fængsel i Stokhusgade nedrives og erstattes af Danmarks Tekniske Højskole.
3) Aftale om Fugleflugtslinjen over Femern Bælt underskrives.
1943
1) Rødvig fiskerihavn på Stevns indvies 28. maj.
2) Møn-broen indvies 30. maj.
1945Frihedskæmper begravelse i Mindelunden i Ryvangen 29. august.
1946Kulbrydning på Bornholm - 20 tons er brudt.
1947"Radiohuset", Hagen Hasselbalchs kortfilm fra 1947.
1949Nye hangarer indvies i Kastrup, de er Europas største.
1950
1) Automobiludstilling i Forum (fra Politiken Filmjournal nr. 28, 1950).
2) Marshall-hjælpens første resultater: Dansk Industris udstilling i Illum vidner om nye vareforsyninger.
1951Danmarks og USA underskriver forsvarsaftale om Grønland.
1952
1) Munkholmbroen over Bramsnæsvig ved Holbæk indvies.
2) Amerikansk flybase ved Thule.
3) Første passagerfly over Nordpolen - SAS's Arild Viking.
1953
1) DSB indvier S-bane mellem Valby-Glostrup.
2) Åbning af det ny Folketing efter Grundlovsændring.
1954
1) Øvelse i iskørsel på Sortedamssøen.
2) Indvielse af Langebro 27. juni.
3) Hjemmeværnsøvelse ved Holbæk.